# La Meule (L'Île-d'Yeu)
Pour les articles homonymes, voir La Meule et Meule.
La Meule est une localité dépendant de la commune de L'Île-d'Yeu, sur l'île portant le même nom.
Elle est située dans le sud de l'île, sur la côte sauvage, une côte accidentée rappelant la côte bretonne.
Le lieu est très fréquenté lors de la saison estivale.
À proximité de La Meule se trouve la Pierre de la Roche aux Fras, une pierre datant de l'époque préhistorique et creusée de 95 coupelles appelées cupules.

## Activités et commerces
Deux restaurants sont présents à la Meule, ainsi qu'une école de plongée sous-marine.

## Monuments religieux
La chapelle Notre-Dame de Bonne Nouvelle surplombe le port de la Meule. Elle a été édifiée au XIe siècle en même temps que deux autres édifices religieux sur l'île, et est mentionnée dans une charte datant de 1040 sous le nom de Sainte-Marie.

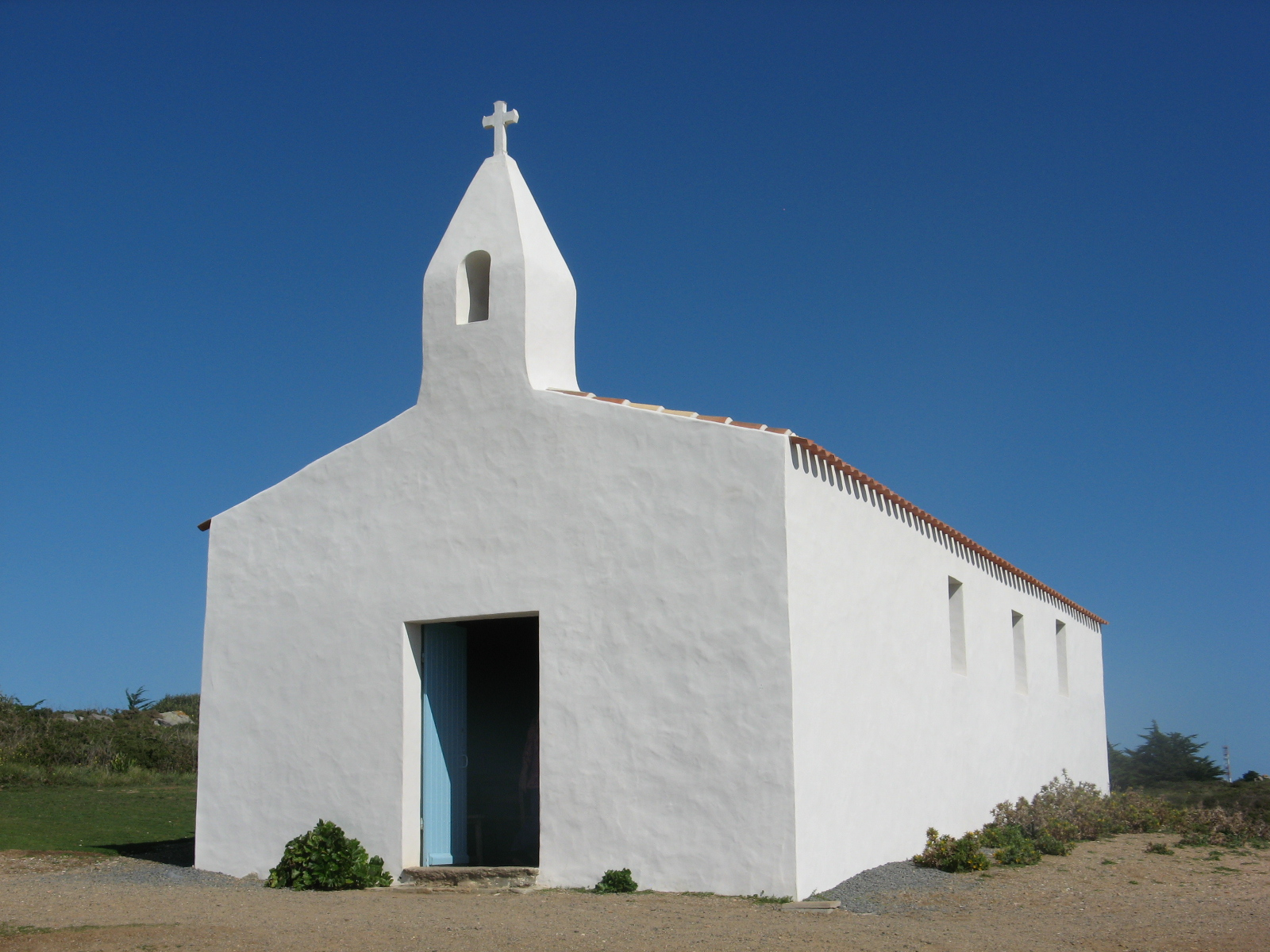
La chapelle Notre-Dame de Bonne Nouvelle